# Ursula Krieg
Ursula Frida Erna Auguste Krieg (* 10. Oktober 1900 in Berlin; † 11. Oktober 1984 ebenda) war eine deutsche Schauspielerin und Synchronsprecherin.

## Leben
Nach dem Besuch des Lyzeums nahm Ursula Krieg Schauspielunterricht bei Ludwig Hartau in Berlin. Sie gab ihr Bühnendebüt 1920 als Chrysothemis in Hugo von Hofmannsthals Elektra 1920 am Neuen Volkstheater Berlin. Weitere Bühnenstationen waren Meiningen, Bonn, Königsberg, Hamburg, Erfurt und wieder Berlin (Hebbel-Theater, Renaissance-Theater, Schillertheater).
1937 gab Ursula Krieg neben René Deltgen in Herbert Maischs Drama Starke Herzen ihr Spielfilmdebüt. Sie spielte in der Heinz-Rühmann-Komödie Die Umwege des schönen Karl, neben Freddy Quinn in Freddy unter fremden Sternen, unter der Regie von Wolfgang Staudte im Nachkriegsdrama Die Mörder sind unter uns und in der Komödie Die seltsamen Abenteuer des Herrn Fridolin B.  (mit Axel von Ambesser in der Titelrolle), unter der Regie von Wolfgang Schleif in … und wenn’s nur einer wär’ … (nach Kurt Weyrauch), unter der Regie von Falk Harnack in Weiß gibt auf und unter der Regie von Alfred Weidenmann im Kriegsdrama Stern von Afrika über den Jagdflieger Hans-Joachim Marseille (verkörpert von Joachim Hansen). Daneben spielte Ursula Krieg Gastrollen in zahlreichen Fernsehserien wie Direktion City.
Darüber hinaus war sie seit 1948 umfangreich in der Synchronisation tätig und synchronisierte unter anderem international bekannte Schauspielerinnen wie Lillian Gish (u. a. Die Nacht des Jägers, Die Stunde der Komödianten), Elsa Lanchester (Käpt’n Blackbeards Spuk-Kaschemme), Mildred Natwick (u. a. Daisy Miller, Der Teufelshauptmann und Der Hofnarr), Thelma Ritter (Das Fenster zum Hof), Ellen Corby in der Familienserie Die Waltons, sowie Marion Lorne in der Fantasy-Sitcom Verliebt in eine Hexe.
Einem breiten Publikum wurde sie vor allem als Synchronsprecherin der britischen Charakterdarstellerin Margaret Rutherford bekannt, der sie unter anderem bei vier Auftritten als Miss Marple (Der Wachsblumenstrauß, Mörder ahoi!, Vier Frauen und ein Mord, Die Morde des Herrn ABC) sowie in Die Gräfin von Hongkong ihre Stimme lieh.
Ursula Krieg war mit dem Kunstkritiker Albert Buesche verheiratet. Sie starb einen Tag nach ihrem 84. Geburtstag in ihrer Heimatstadt Berlin.

## Filmografie
- 1937/53: Starke Herzen
- 1938: Die Umwege des schönen Karl
- 1946: Die Mörder sind unter uns
- 1948: Die seltsamen Abenteuer des Herrn Fridolin B.
- 1948: Straßenbekanntschaft
- 1949: … und wenn’s nur einer wär’ …
- 1950: Die Treppe
- 1957: Der Stern von Afrika
- 1958: Madeleine und der Legionär
- 1959: Freddy unter fremden Sternen
- 1966: Weiß gibt auf (TV)

## Synchronrollen (Auswahl)
Quelle: Deutsche Synchronkartei
| Schauspielerin      | Film/ Serie                                         | Rolle                                   |
| ------------------- | --------------------------------------------------- | --------------------------------------- |
| Ellen Corby         | Die Waltons (Fernsehserie)                          | Esther Walton (1. Stimme)               |
| Flora Hayes         | Blaues Hawaii                                       | Mrs. Maneka                             |
| Georgia Caine       | Herr des Wilden Westens (2. Synchro für TV in 1975) | Mrs. Irving                             |
| Lillian Gish        | Eine Hochzeit                                       | Nettie Sloan                            |
| Lurene Tuttle       | Psycho                                              | Mrs. Chambers                           |
| Margaret Rutherford | Das doppelte College                                | Miss Whitchurch                         |
| Margaret Rutherford | Die Gräfin von Hongkong                             | Miss Gaulswallow                        |
| Mildred Natwick     | Der Teufelshauptmann                                | Abby Allshard                           |
| Mildred Natwick     | Star Trek: Enterprise (Fernsehserie)                | Griselda (Ausschnitt aus "Der Hofnarr") |
| Stella Vitelleschi  | Ben Hur                                             | Dienerin Amrah                          |
| Thelma Ritter       | Das Fenster zum Hof                                 | Stella                                  |
| Wendy Hiller        | Mord im Orient-Expreß                               | Prinzessin Dragomiroff                  |

## Theater
- 1948: Frank Wedekind: Frühlings Erwachen (Frau Gabor) – Regie: Walter Suessenguth (Hebbel-Theater Berlin)

## Hörspiele
- 1966: Ingmar Bergman: Blutige Erdbeeren (Isaks Mutter) – Regie: Rudolf Noelte (Hörspiel – BR/SWF/ORF)